# Brand-Nagelberg
Brand-Nagelberg osztrák mezőváros Alsó-Ausztria Gmündi járásában. 2018 januárjában 1546 lakosa volt.

## Elhelyezkedése

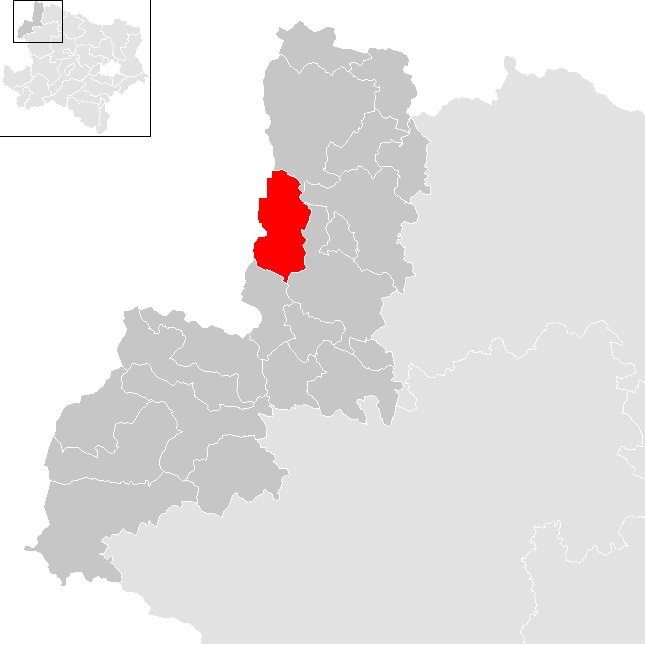
Brand-Nagelberg a Gmündi járásban

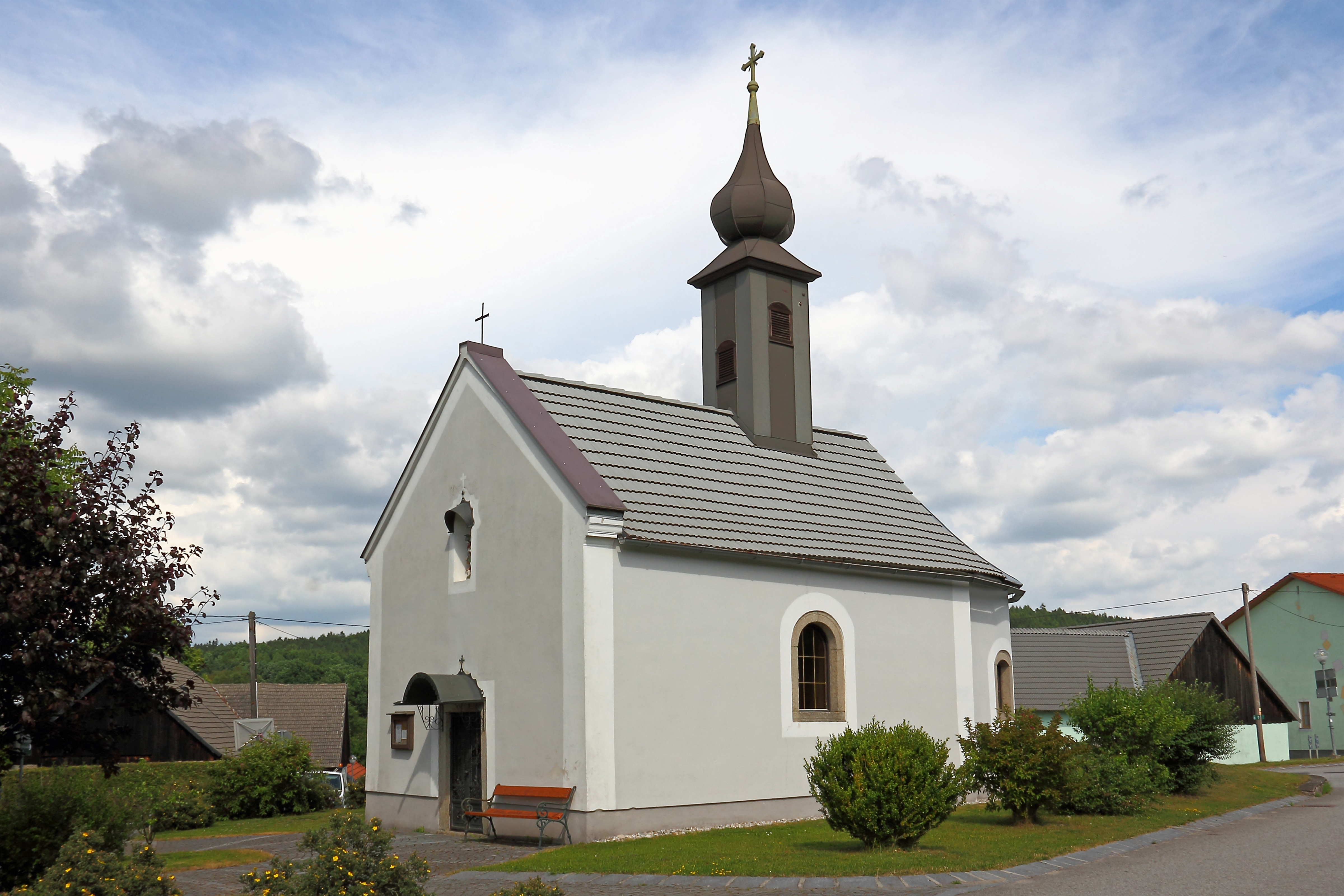
Steinbach kápolnája

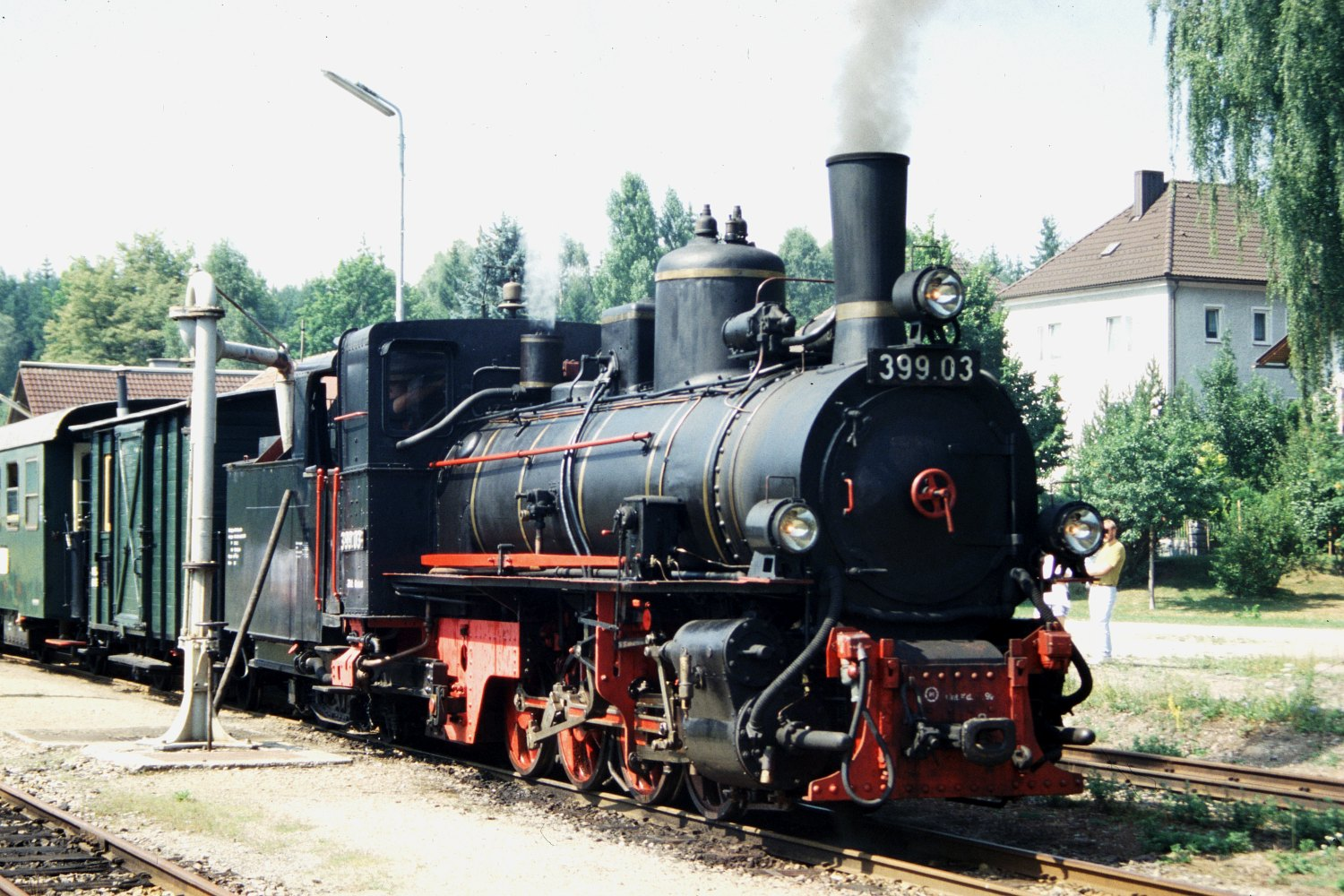
A keskenyvágányú vasút nosztalgiajárata Alt-Nagelberg állomáson

Brand-Nagelberg Alsó-Ausztria Erdőnegyedének (Waldviertel) északnyugati részén fekszik, közvetlenül a cseh határ mellett. Legfontosabb folyóvizei a Gamsbach és a Lunkowitzbach, legnagyobb tava a Brandteich. Területének 68,2%-át erdő borítja. Az önkormányzat 5 települést egyesít: Alt-Nagelberg (587 lakos 2018-ban), Brand (454), Finsternau (162), Neu-Nagelberg (103) és Steinbach (240). A kataszteri közösségek Brand, Finsternau, Nagelberg és Steinbach.
A környező önkormányzatok: északra Litschau, keletre Heidenreichstein, délkeletre Schrems, délre Gmünd, nyugatra Rapšach (Csehország).

## Története
A régészeti leletek tanúsága szerint a mezőváros területe már az újkőkorban is lakott volt.
Brandot egy 1666-os erdőtűz után alapították, először 1686-ban említik. Steinbach 1369-ben szerepel először az írott forrásokban.
Nagelberg üveggyártásáról ismert, már 1635-ben is működött területén üveghuta. Alt-Nagelbergben már 1725-ben is állt az ún. Óhuta (Althütte), míg az Újhuta 1811-1931 között működött Neu-Nagelbergben. 1858-ban mindkét üzem Carl Stölzle, a Stölzle-Oberglas cég alapítójának tulajdonába került.
Az első világháború után az önkormányzat területének mintegy ötöde került át Csehszlovákiához. Brandot 1927-ben mezővárosi rangra emelték. 1968-ban Finsternau és Steinbach községeket a mezővároshoz csatolták. Az alt-nagelbergi üveggyárat 1986-ban Manfred Swarovski vásárolta meg.

## Lakosság
A brand-nagelbergi önkormányzat területén 2018 januárjában 1546 fő élt. A lakosságszám 1951-ben érte el csúcspontját 2565 fővel, azóta csökkenő tendenciát mutat. 2015-ben a helybeliek 95,8%-a volt osztrák állampolgár; a külföldiek közül 0,2% a régi (2004 előtti), 3,5% az új EU-tagállamokból érkezett. 2001-ben a lakosok 83,6%-a római katolikusnak, 5%-a evangélikusnak, 8%-a pedig felekezeten kívülinek vallotta magát. A legnagyobb nemzetiségi csoportot a német mellett a csehek (1,6%) alkották.

## Közlekedés
Neu-Nagelberg és a cseh Halámky között határátkelőhely működik (az E49 európai úton). Az önkormányzat területén több helyen megáll a waldvierteli keskenyvágányú vasút.

## Látnivalók
- a brandi Szt. András-plébániatemplom 1797-ben készült el
- Steinbach 1786-ban épült kápolnája
- két privát üvegmúzeum

## Testvértelepülések
- Brunn am Gebirge (Alsó-Ausztria)

## Fordítás
- Ez a szócikk részben vagy egészben  a   Brand-Nagelberg című német Wikipédia-szócikk ezen változatának fordításán alapul.  Az eredeti cikk szerkesztőit annak laptörténete sorolja fel. Ez a jelzés csupán a megfogalmazás eredetét és a szerzői jogokat jelzi, nem szolgál a cikkben szereplő információk forrásmegjelöléseként.